# 최선민 (연출가)
최선민은 대한민국의 텔레비전 드라마 연출감독이다.

## 드라마
- 2003년 ~ 2024년 JTBC 주말 미니시리즈 《킹더랜드》 ... 공동연출
- 2024년 JTBC 주말 미니시리즈 《낮과 밤이 다른 그녀》 ... 공동연출